# 核の説
核の説(かくのせつ)はオーギュスト・ローランが唱えた有機化合物の構造に関する理論である。
当時広く支持されていた電気化学的二元論では説明が困難であった置換反応を説明するために導入された。
電気化学的二元論に対抗する立場の一元論の中では、理論的形式にまとめられた最初のものであった。
核の説は他の化学者からほとんど支持されることなく放棄された。
しかし一元論の考え方は型の説に受け継がれることになる。

## 背景
核の説は最初に1836年にオーギュスト・ローランによってその一部が示され、翌年博士論文の中で全体が発表された。
当時はイェンス・ベルセリウスの電気化学的二元論とそれによって立つユストゥス・フォン・リービッヒの根の説が有機化合物の構造論としては主流であった。
またローランの師であったアンドレ・デュマは自身のエテリン説をエタノール誘導体以外にも拡張しようとしていたが、うまくいかなかった。
ローランはデュマの元で有機化合物中の水素が塩素に置換されるという実験結果を知ることになった。
電気的に陽性の水素が電気的に陰性の塩素で置換されるということは電気化学的二元論では説明が困難であった。
そこでローランは新しい理論の構築を行なった。

## 理論の内容
ローランはパリの鉱山学校で化学を学んでおり、もともとは結晶学畑の人間であった。
結晶学の分野においては、すでに有理指数の法則や同形律が発見されており、結晶の最小単位(単位格子)が存在することが推定されていた。
ローランはこの最小単位が有機化合物の分子に相当すると考えて、結晶格子のように規則正しく原子の配列した分子モデルを提案した。
（ただしローランはこのようなモデルは有機化合物の分類に都合が良いアナロジーであり、実際に有機化合物の分子がそのような形をしているとはあまり考えてはいなかった。）
核の説では一番基本的な分子は現在でいうアルケンであり、この分子モデルを基本核と呼んだ。
そして、この核の水素は塩素と交換することが可能であり、誘導核を作るとした。
また、核の内部の原子が他の原子に置換されても化合物の性質にはほとんど影響しないとした。
さらに、核の外側にも原子が付加する場合があり、これによって化合物の性質に大きな影響を与えるとした。
例えば核の外側に1つ酸素が付加すればその物質はアルデヒドに、2つ酸素が付加すればカルボン酸になるとした。
さらにローランは1844年に核の説に基づいて化合物を分類し、命名する方法を提案した。
ローランはそれぞれの炭素数に対応する基本核をつくり、それと同じ炭素数を持つ化合物を誘導体として分類した。
炭化水素を母体とし、そこに官能基を付与して分類するという、現在ごく普通に行なわれる化合物の体系化法はローランによって始められたのである。

## 周囲への影響
個々の元素の性質をほとんど無視してしまい、なんら実験的な裏づけを持たない原子の配列を大きく取り上げたローランの核の説は、当時の著名な有機化学者にはほとんど受け入れられなかった。
師であるデュマでさえローランの核の説には否定的であった。
しかし同じくデュマの弟子であり、ローランと親交のあったシャルル・ジェラールはローランの考え方に大きな影響を受けている。
ジェラールはローランの化合物の分類法を大幅に取り入れ、それを消化することで型の説を構築した。